# Indicador de resultado
Indicadores de resultados representam o que foi obtido pela instituição em função de ações passadas. Ex: vendas, quantidade de clientes, posição no mercado, saída de funcionários.